# Thunder Bay (vik)
Thunder Bay är en vik i Kanada.   Den ligger i provinsen Ontario, i den sydöstra delen av landet, 1 100 km väster om huvudstaden Ottawa.